# Ateuchus robustus
Ateuchus robustus är en skalbaggsart som beskrevs av Edgar von Harold 1868. Ateuchus robustus ingår i släktet Ateuchus och familjen bladhorningar. Inga underarter finns listade.